# Santiago de Mora-Figueroa y Williams
Santiago de Mora-Figueroa y Williams, IX Marqués de Tamarón (Jerez de la Frontera, Cádiz, 18 de octubre de 1941), es un diplomático y escritor español, embajador de España en el Reino Unido entre 1999 y 2004.

## Carrera
Licenciado en Derecho por la Universidad de Madrid, ingresó a continuación en la Escuela Diplomática.
Estuvo destinado en las embajadas de España en Mauritania (1967-1970), Francia (1970-1974), Dinamarca (1975-1980) y Canadá (1980-1981). En Madrid fue director general del Gabinete del Ministro de Asuntos Exteriores y director adjunto de la Escuela Diplomática.
De 1988 a 1996 el marqués de Tamarón fue director del Centro de Estudios de Política Exterior, fundación independiente que tras su fusión con el INCI pasó a denominarse Instituto de Cuestiones Internacionales y Política Exterior (INCIPE). Formó parte de la Comisión Trilateral desde 1990 hasta 1996 y es miembro del International Institute for Strategic Studies (IISS), con sede en Londres, en donde también es miembro de honor de la Society of Dilettanti. Fue miembro del Consejo Científico del Real Instituto Elcano de Estudios Internacionales y Estratégicos desde 2002 hasta 2020. Es miembro de la Junta Directiva de la Asociación Atlántica Española.
Fue asimismo director del Instituto Cervantes de mayo de 1996 a abril de 1999. Bajo su mandato al frente del Instituto se comenzaron a publicar las series El español en el mundo, Anuarios del Instituto Cervantes, análisis anuales de la situación del español a nivel global, se puso en marcha el Centro Virtual Cervantes y el Instituto abrió su delegación de su sede central en Madrid, que hasta entonces se encontraba exclusivamente en la ciudad de Alcalá de Henares.
El marqués de Tamarón fue nombrado embajador de España en el Reino Unido de Gran Bretaña e Irlanda del Norte el 27 de abril de 1999 y comunicó su dimisión a la ministra de Asuntos Exteriores en funciones, Ana Palacio, en una carta fechada el 18 de marzo de 2004, exponiendo su desacuerdo con elementos fundamentales de la política exterior del futuro Gobierno español, tal como éste la ha expuesto públicamente. La misma le fue aceptada por el Consejo de Ministros al cabo de poco más de una semana, el jueves 1 de abril,.
En noviembre de 2006 fue nombrado vicepresidente de la Sección Española del Comité Hispano-Norteamericano, donde cesó en julio de 2011. Antes de jubilarse, pasó los últimos meses destinado a petición propia en la Dirección de Relaciones Culturales y Científicas, donde había iniciado su carrera en 1966. En octubre de 2011, al cumplir 70 años, se jubiló como ministro plenipotenciario. Pero el 27 de julio de 2012 fue nombrado Embajador de España para la Diplomacia Cultural, cargo que mantuvo hasta que cesó, a petición propia y agradeciéndosele los servicios prestados, el 27 de enero de 2017.
El marqués es comendador de la Real Orden de Carlos III, comendador de la Orden de Dannebrog de Dinamarca, comendador de la Orden al Mérito de Alemania y Gran Cruz al Mérito Naval español.

## Obras
Ensayos:
- El guirigay nacional. Miñón, Valladolid, 1988. ISBN 84-355-0851-X
- El guirigay nacional. Ensayos sobre el habla de hoy. Edición corregida y ampliada, con prólogo de Amando de Miguel. Áltera, Barcelona, 2005. ISBN 84-89779-83-X
- El siglo XX y otras calamidades. JLR, Jerez de la Frontera, 1993. ISBN 84-604-6666-3
- El siglo XX y otras calamidades. Edición corregida y ampliada, con prólogo de Fernando Ortiz. Pre-Textos, Valencia, 1997. ISBN 84-8191-141-0
- El peso del español en el mundo (Director). Universidad de Valladolid- Fundación Duques de Soria, Valladolid, 1995. ISBN 84-7762-547-6. ]
- El avestruz, tótem utópico. Villanueva Centro Universitario - Ediciones Encuentro, Madrid, 2012. ISBN 978-84-9920-169-6.]
- Entre líneas y a contracorriente. Bitácora 2008-2018. Volumen I (2008-2010). Amazon Publishing, 2018. ISBN 9781980441410
- Entre líneas y a contracorriente. Bitácora 2008-2018. Volumen II (2011-2013). Amazon Publishing, 2018. ISBN 9781980612063
- Entre líneas y a contracorriente. Bitácora 2008-2018. Volumen III (2014-2018). Amazon Publishing, 2018. ISBN 9781980612308
- Por gusto. Amazon Publishing, 2021. ISBN  9798511214498

Relatos:
- Pólvora con aguardiente. Argos Vergara, Barcelona, 1983. ISBN 84-7178-716-4
- Trampantojos. Mondadori, Barcelona, 1990. ISBN 84-397-1653-2

Novela:
- El rompimiento de gloria. Pre-Textos, Valencia, 2003. ISBN 84-8191-504-1
- El rompimiento de gloria. Nueva edición corregida y aumentada. Áltera, Madrid, 2012. ISBN 978-84-96840-46-1

## Actividad pública
El marqués de Tamarón ha sido colaborador de la tertulia literaria de Fernando Sánchez Dragó en Telemadrid, Las noches blancas. Sus contribuciones en ABC y otros periódicos sobre el uso del idioma por parte de políticos y otros personajes públicos están recogidas en El guirigay nacional. Sobre el papel internacional de la lengua española ha escrito ensayos como el introductorio de El peso del español en el mundo. En El siglo XX y otras calamidades reúne ensayos publicados en la Revista de Occidente, en Nueva Revista y en otros medios impresos. Uno de ellos, «Ciencias, jergas y lenguaje», apareció plagiado por Alfredo Bryce Echenique y publicado en una decena de artículos. El medio ambiente es otro tema frecuente en sus artículos. En 2006 empezó a promover una iniciativa para la protección de la sierra de Guadarrama junto con Carmen Roney y diversas personalidades como Antonio Mingote, Juan-Luis Arsuaga, Pío Cabanillas, Baltasar Garzón, Luis Alberto de Cuenca o Eduardo García de Enterría.

## Matrimonio e hijos
Se casó en Anet el 25 de junio de 1966 con Isabel de Yturbe y de Leusse (París, 8 de mayo de 1943 - ), de quien ha tenido dos hijos:
- Diego de Mora-Figueroa e Yturbe (Cádiz, 13 de noviembre de 1967 - )
- Dagmar de Mora-Figueroa e Yturbe (París, 29 de octubre de 1973 - )